# Princesa FM (Lages)
Princesa FM é uma emissora de rádio brasileira sediada em Lages, cidade do estado de Santa Catarina. A emissora é afiliada à Rede UP e opera em FM na frequência 95.7 MHz. Pertencente à Rede Fronteira de Comunicação.

## História
Até 2008 a frequência abrigava a Band FM, porém até então Transamérica Hits Lages 94.3 MHz se afilia à Band FM, fazendo com que até então Band FM Lages 95.7 MHz trocasse de afiliação. Houve muitas especulações sobre que rede de rádio passaria a ser transmitida nos 95.7 MHz, porém a emissora acabou optando pela Transamérica Hits, antes transmitida nos 94.3 MHz. A 94.3 MHz (pertencente ao Grupo Barriga Verde) operou como afiliada da Rede Transamérica na cidade de Lages desde a década de 90, passando pela extinta Transamérica FM. Já a 95.7 MHz pertence a Rede Fronteira de Comunicação, esta que opera outras emissoras da Transamérica Hits, como a Transamérica Hits Rosário do Sul e a Transamérica Hits Centro Sul, ambas do Rio Grande do Sul, além de outras FMs e AMs no estado de Santa Catarina e Rio Grande do Sul.
No dia 17 de dezembro de 2019 foi anunciado que a emissora, juntamente com as afiliadas de Rosário do Sul e São Pedro do Sul vão encerrar a afiliação com a Transamérica Hits e passarão a adotar o formato jovem/adulto da Rede Transamérica, a mudança ocorreu no dia seguinte.
Em 14 de janeiro de 2021, a 95,7 FM anunciou o início da expectativa para estreia da Princesa FM, que passaria a transmitir a Rede UP, com isso encerrando 13 anos de parceria com a Transamérica. A estreia aconteceu no dia 15 de fevereiro.